# Lóbulo occipital

Lóbulos Occipitales en rojo

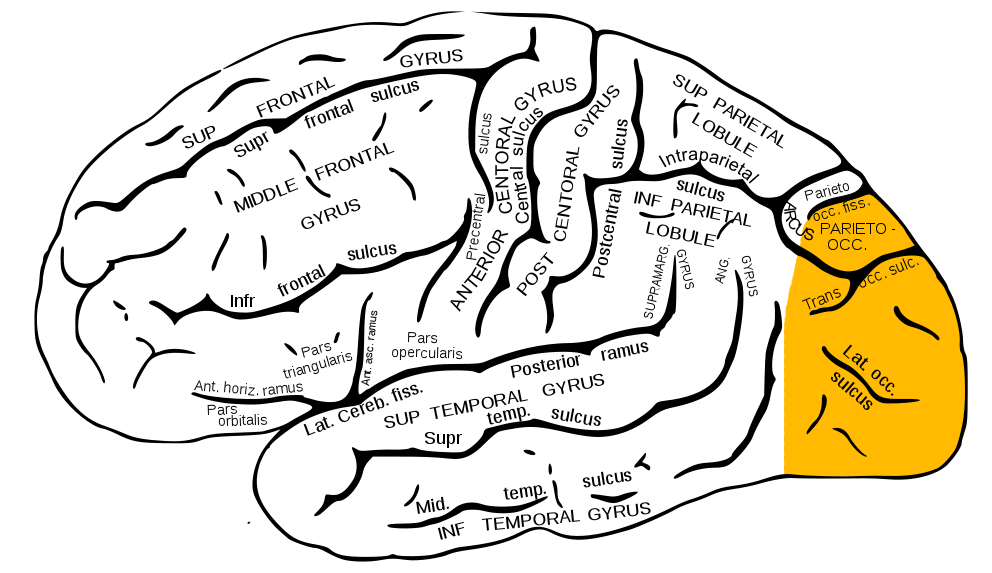
Lóbulo Occipital en naranja visto por su cara externa.

El lóbulo occipital es uno de los seis lóbulos principales, de cada hemisferio del cerebro.

Los lóbulos occipitales son el centro de procesamiento de nuestro sistema visual de la percepción. Reciben información visual de esta área, desde donde esta información va a otras zonas cerebrales que se especializan en otros temas. 
La lesión del área visual primaria produce ceguera completa de una zona del campo visual, cuya extensión dependerá del tamaño del área lesionada.

## Embriología
El lóbulo occipital se desarrolla a partir del "cerebro primitivo anterior" llamado prosencéfalo, durante las fases de desarrollo del embrión.

## Anatomía

Cisura Calcarina en color rojo en la cara interna del lóbulo Occipital.

El lóbulo occipital da forma a la parte posterior de cada hemisferio cerebral llamada polo occipital y no está claramente separado mediante surcos de los lóbulos parietal y temporal.

### Macroarquitectura
El lóbulo occipital muestra una forma piramidal con vértice posterior en el polo occipital. Su cara lateral externa es convexa, su cara interna o medial es plana y su cara inferior es ligeramente cóncava. 
La  cisura calcarina, situada en la cara medial, atraviesa la superficie interna del lóbulo por su parte media, extendiéndose desde la extremidad posterior del polo occipital, hasta la cisura parieto-occipital.

La corteza cerebral occipital, se presenta como una delgada lámina de sustancia gris de 2-5 milímetros de espesor, que ocupa la parte más superficial de ambos lóbulos occipitales.

El área visual lleva el nombre de "corteza estriada", porque deriva de la estría de Gennari, una banda distintiva visible a simple vista y el único marcador anatómico que indica el área visual primaria.

### Microarquitectura

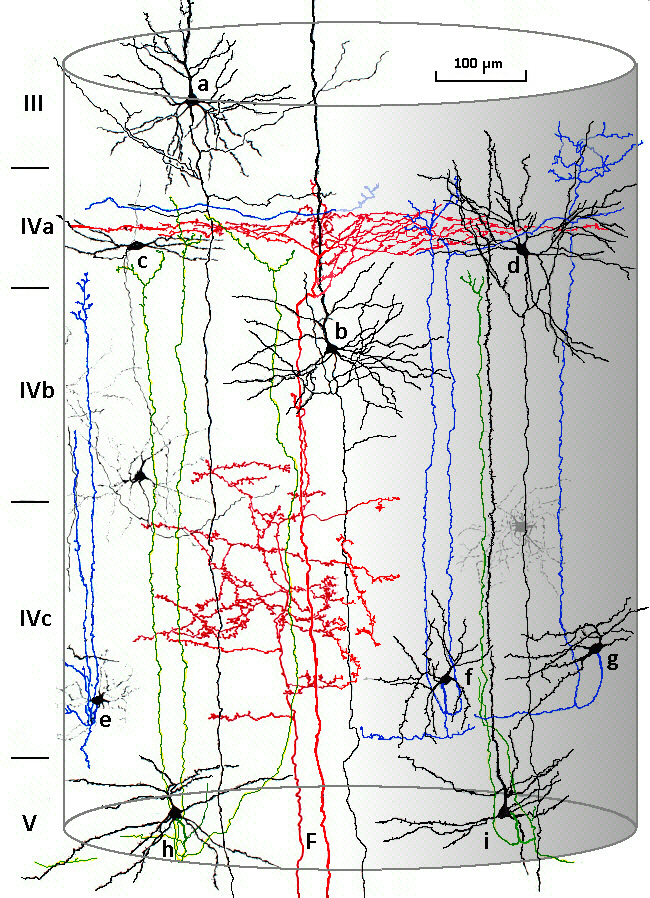
Capas de la corteza visual del mono Macaca rhesus. Representación de una "columna cortical". A la izquierda se delimitan las capas III-V. Células piramidales a, b. Células estrelladas con espinas c, d. Células estrelladas de axón recurrente e, f, g. Células piramidales de axón recurrente h, i. Fibras sensoriales aferentes como F. Teñido con método de Golgi.

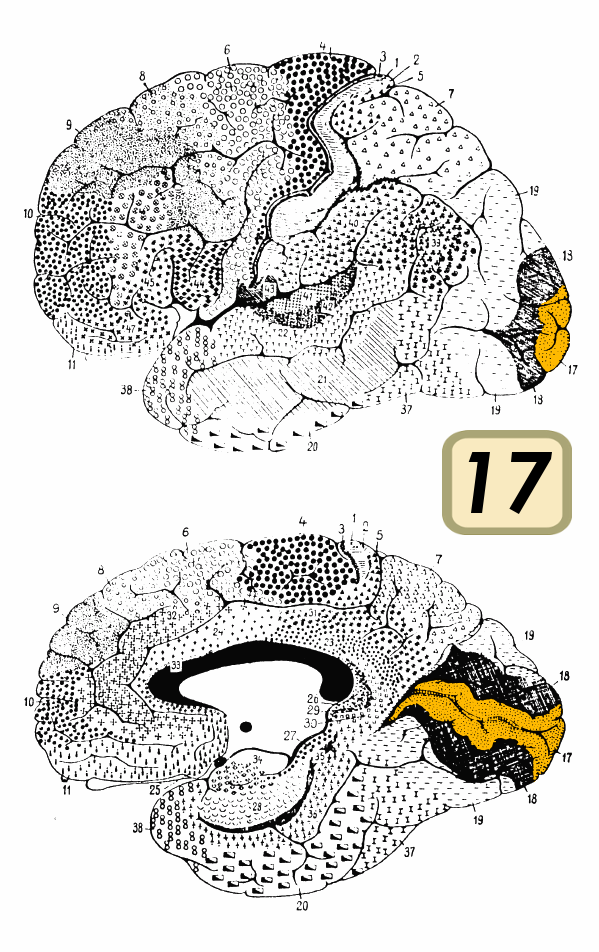
Lóbulo Occipital. Corteza visual primaria, (en naranja) llamada área 17 de Áreas de Brodmann#Áreas de Brodmann para Homo sapiens.

La corteza visual, está conformada por el área estriada, llamada visual primaria  (V1) y por las áreas visuales corticales extra-estriadas, nombradas como V2, V3, V4, y V5.

La corteza visual primaria es un tipo de Neocórtex, formado por seis capas horizontales superpuestas numeradas 1 al 6 (capas I-VI), compuestas por diferentes células y fibras nerviosas.

La estructura de la neocorteza occipital es relativamente uniforme. El investigador Rafael  Lorente de Nó describió en 1938 los "cilindros verticales" de células como unidades  de procesamiento de la corteza. En 1979  Mountcastle describió las "Minicolumnas" como posibles unidades. Luego se postuló la "Microcolumna cortical " como la unidad elemental básica.  

Las columnas forman una serie de unidades funcionales, que son verticales  repetitivas y adyacentes, en la extensión horizontal de la corteza.
La corteza visual primaria o V1, presenta un área estrecha con aspecto de estría o de Gennari, que está formada por el pasaje de una serie de fibras neuronales corticales sensitivas, dentro de la capa IV de la corteza.

La capa 4, que recibe la mayor entrada de señal visual desde el núcleo geniculado lateral, ha sido subdividida a su vez en 4 sub-capas, etiquetadas como 4A (IVa), 4B, 4Cα, y 4Cβ.
Se atribuye a Cajal la descripción, de las células estrelladas grandes en la capa IV, cuyos axones descienden en dirección de la sustancia blanca y también la presencia de un plexo, perteneciente a la terminación de parte de las fibras visuales. Además describió el modo en que terminan las arborizaciones libres de las fibras visuales, que son las que constituyen el trazo blanco denominado estría de Gennari.

## Función
Los fisiólogos han demostrado, que es posible asignar a determinadas regiones anatómicas de la corteza cerebral occipital, funciones particulares y específicas.

Cada lóbulo occipital, se divide en varias áreas de función visual.
La región peri-estriada del lóbulo occipital está involucrada en el procesamiento visual espacial, la discriminación del movimiento y la discriminación del color.

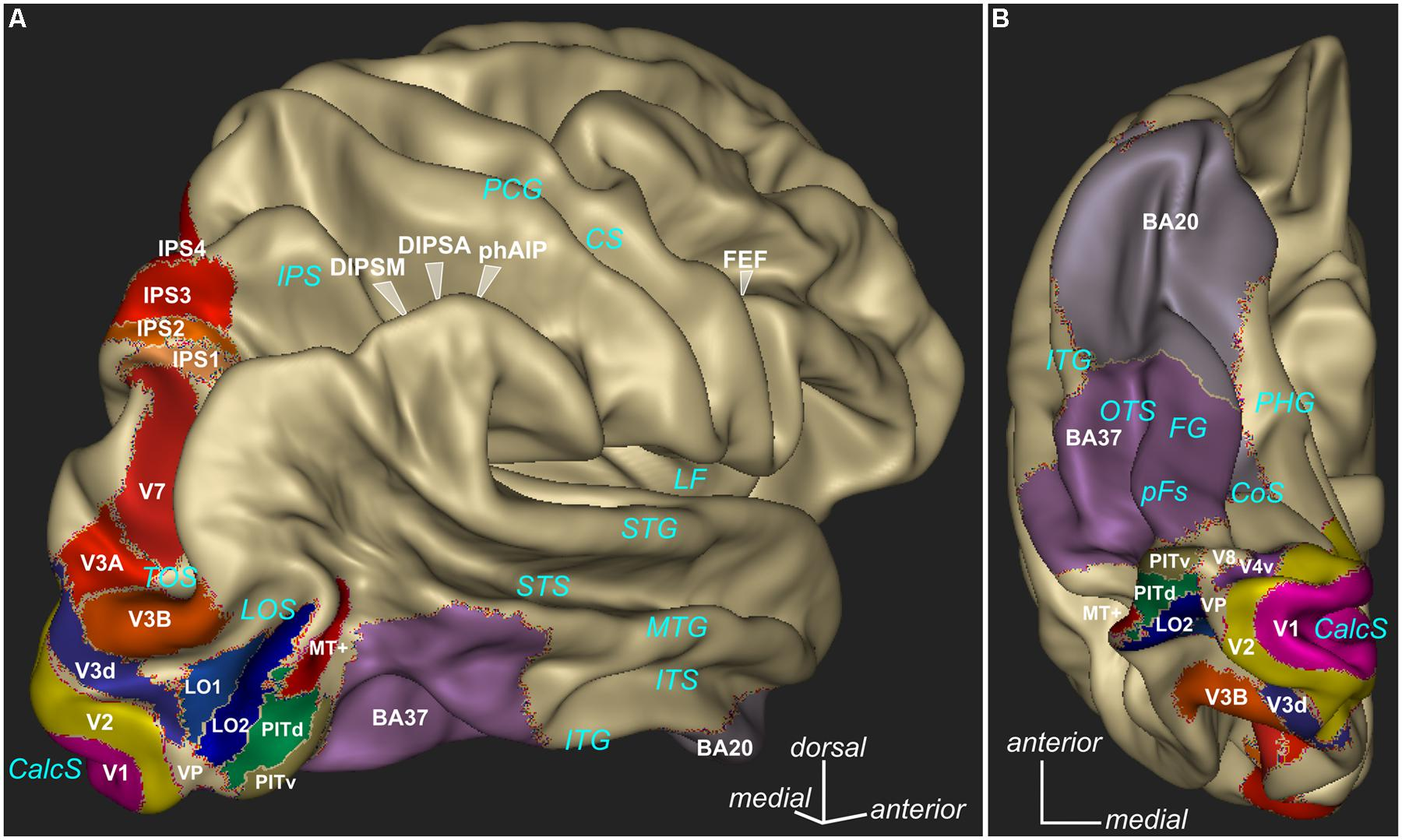
Áreas funcionales involucradas en el procesamiento visual. Izquierda: vista lateral externa. Derecha: vista Ventral.
CalcS= Surco Calcarino.

Los lóbulos occipitales no son particularmente vulnerables a lesiones debido a su localización en la parte posterior del cerebro, aunque cualquier trauma significativo en el cerebro podría producir cambios sutiles en nuestro sistema visual-perceptivo, lo que genera defectos y escotomas del campo de visión.

Un daño en un lado del lóbulo occipital podría causar la pérdida homónima de visión con exactamente el mismo campo cortado dentro de ambos ojos. Los trastornos del lóbulo occipital pueden causar alucinaciones e ilusiones visuales (imágenes visuales sin estímulos externos), pueden causarse por lesiones en la región occipital o asimientos temporales del lóbulo. Las ilusiones visuales (percepciones torcidas) pueden tomar la forma de objetos que parecen más grandes o más pequeños de lo que son realmente, objetos que carecen de color u objetos que tienen coloración anormal. Las lesiones en el área parietal-temporal-occipital de la asociación pueden causar ceguera de la palabra con debilitaciones de la escritura.
En el lóbulo occipital se hallan las áreas o centros nerviosos que regulan importantes funciones como: 
- La interpretación de imágenes (reconocimiento de imágenes)
- Visión
- Reconocimiento espacial
- Discriminación del movimiento y colores.

## El recorrido "ojo-lóbulo occipital"

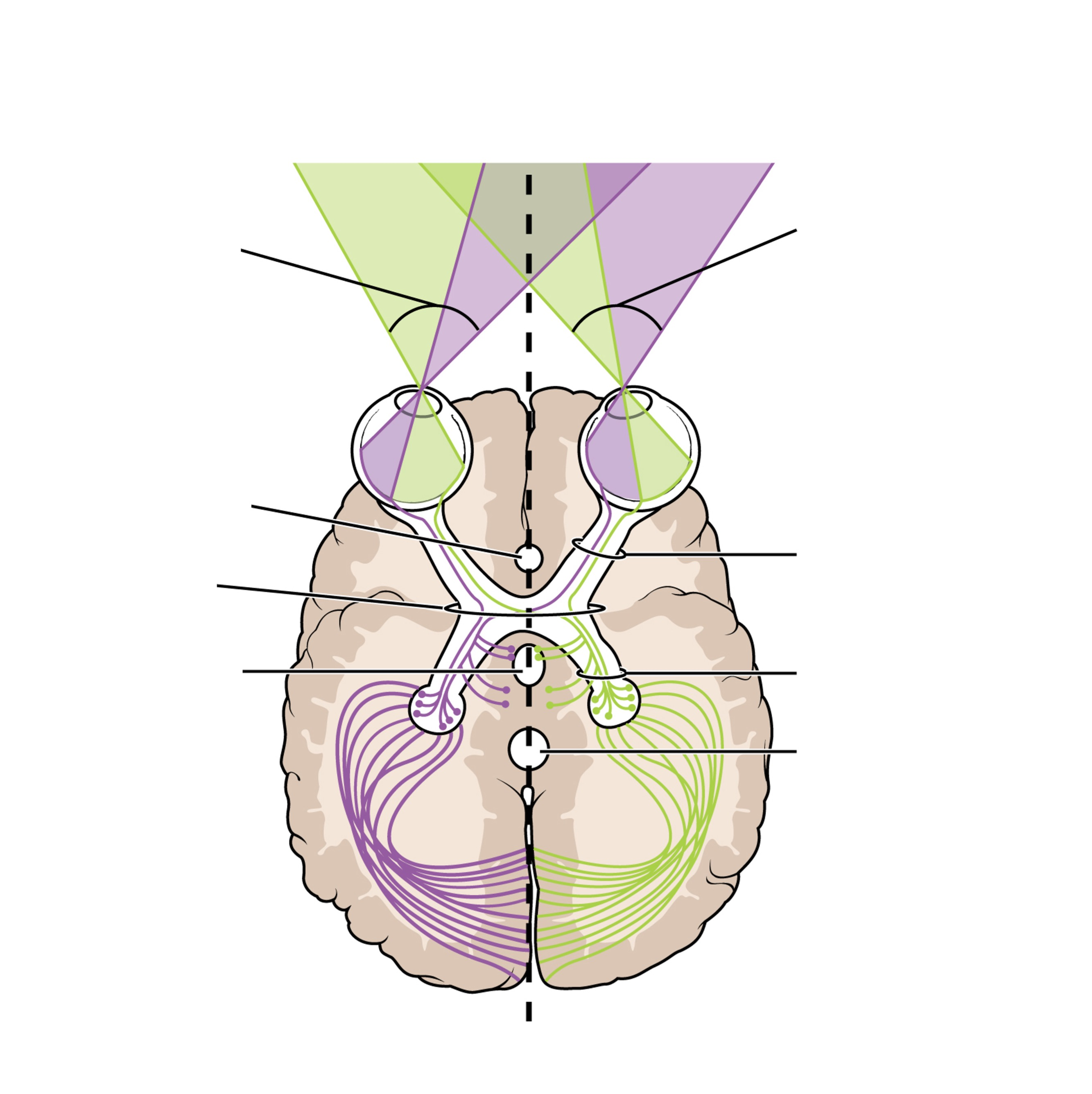
Vía óptica.

Cabe mencionar que la información transmitida desde los ojos al lóbulo occipital es reorganizada, ya que, desde que se entrecruzan (formando el quiasma óptico) se intercambia parte de las fibras de cada nervio óptico hacia el lado opuesto a través de las cintillas ópticas (los nervios del ojo izquierdo y del ojo derecho se separan en 2 conjuntos de fibras, dejando a las fibras que le pertenecen al campo visual izquierdo de cada ojo sean convergidas, igualmente a las que pertenecen al lado derecho). Lo cual permite que la información del campo visual tenga un registro más exacto al momento de llegar a los ganglios geniculados (en donde se reclasifican las fibras). Desde estos salen las radiaciones ópticas (haz amplio de fibras nerviosas, una izquierda y una derecha) los cuales atraviesan a cada hemisferio hasta llegar al lóbulo occipital.

## Síntomas posibles por lesión
- Ceguera (pérdida total o parcial de la visión)
- Ceguera cortical (ceguera total o parcial debido a un daño cerebral del lóbulo occipital)
- Anosognosia (incapacidad de la percepción del déficits funcional neurológico; por lo regular acompaña a trastornos como la ceguera cortical y alucinaciones)
- Agnosia visual (forma específica de la anosognosia, caracterizada por una incapacidad cerebral para reconocer o comprender estímulos visuales)
- Prosopagnosia(forma específica de la agnosia visual, la cual se caracteriza por la incapacidad de reconocer los rostros)
- Síndrome de Anton (combinación de ceguera cortical, anosognosia, alucinaciones y/u otros trastornos que causan ceguera por daño cerebral, ya que el ojo puede estar sano)
- Daltonismo (problemas para diferenciar 2 o más tipos de colores, hay diferentes tipos de esta enfermedad)
- Acromatopsia(monocromatismo [incapacidad de discriminar diferentes matices de color] causado por un daño en el área V8 de la corteza visual asociativa)